# الحرو والطلب (يريم)

تعديل مصدري - تعديل

الحرو والطلب هي إحدى قرى عزلة بني عمر بمديرية يريم التابعة لمحافظة إب، بلغ تعداد سكانها 61 نسمة حسب تعداد اليمن لعام 2004.